# Opatovec
Opatovec (en allemand : Überdörfel, également Oberdorf ou Oberdörfel) est une commune du district de Svitavy, dans la région de Pardubice, en République tchèque. Sa population s'élevait à 745 habitants en 2024.

## Géographie
Opatov se trouve à 3 km au sud-ouest du village d'Opatov, à 6 km au nord de Svitavy, à 57 km au sud-est de Pardubice et à 150 km à l'est-sud-est de Prague.
La commune est limitée par Opatov au nord et au nord-est, par Dětřichov au sud-est, par Svitavy au sud, et par Kukle et Mikuleč à l'ouest.

## Histoire
La première mention écrite du village date de 1347.

## Transports
Par la route, Opatovec se trouve à 6 km de Svitavy, à 64 km de Pardubice et à 177 km de Prague. 